# (35662) 1998 QW40
1998 QW40 (asteroide 35662) é um asteroide da cintura principal. Possui uma excentricidade de 0.18167820 e uma inclinação de 2.71589º.
Este asteroide foi descoberto no dia 17 de agosto de 1998 por LINEAR em Socorro.